# Ignazio Carlo Gavini
Ignazio Carlo Gavini (Roma, 1867 – Roma, 1936) è stato uno storico e architetto italiano.

## Biografia
Fu membro dell'Associazione Artistica dei Cultori dell'Architettura del 1895, di cui fu direttore con Edoardo Cannizzaro, della commissione per il restauro della chiesa di San Saba a Roma nel 1900. Inoltre Gavini collaborò con la Soprintendenza per i Monumenti d'Abruzzo, curando il restauro di varie chiese nel territorio regionale, soprattutto quella di Santa Maria Assunta di Assergi (AQ) e la basilica di San Clemente a Casauria nel pescarese. Collaborò alle importanti riviste abruzzesi di quell'epoca con altri studiosi quali Vincenzo Balzano, Pietro Piccirilli, Antonio De Nino, Émile Bertaux, Vincenzo Bindi, dando vita a un cenacolo culturale per la rivalorizzazione e lo studio scientifico e sistematico dell'arte, la storia e i monumenti abruzzesi.
Lavorando dalla fine dell'800 sino al 1925 per l'Abruzzo, restaurò alcune chiese, come l'abbazia di Bominaco, la chiesa madre di Assergi, o propose il restauro per altre ammalorate, come san Liberatore a Majella o Santa Maria delle grazie a Civitaquana. Le ricerche filologiche, soprattutto dal punto di vista storico, ripetendo fonti da Vincenzo Bindi, Vincenzo Balzano, Pietro Piccirilli, Nunzio Federigo Faraglia, Giuseppe Celidonio e Antonio De Nino, insieme alle sue esperienze di restauro, confluirono nel lavoro in tre tomi della "Storia dell'architettura in Abruzzo", pubblicati nel 1927.
Altri studi sono sul restauro del portico di San Clemente a Casauria, vicino a Pescara, un sommario dei reperti scultorei medievali abruzzesi, e pubblicazioni in riviste sulle notizie di suoi scavi e scoperte tratte dai restauri di alcune chiese medievali in Abruzzo eliminando le superfetazioni barocche.

## Opere
- Ignazio Carlo Gavini, Fossacesia. Abbazia di San Giovanni in Venere, Enciclopedia Italiana XXX
- Ignazio Carlo Gavini, Il restauro di San Clemente a Casauria, BAMPI, 1926
- Ignazio Carlo Gavini, I terremoti in Abruzzo e i suoi monumenti, RASLA, XXX 1915
- Ignazio Carlo Gavini, Studi sull'architettura d'Abruzzo. La scuola di San Liberatore alla Majella, RAAM, 1915
- Ignazio Carlo Gavini, La Cattedrale Valvense e l'attuale restauro, Rassegna d'Arte, Milano 1917
- Ignazio Carlo Gavini, http://www.bollettinodarte.beniculturali.it/opencms/multimedia/BollettinoArteIt/documents/1361375329855_06_-_Gavini_3.pdf/[collegamento interrotto], BAMPI, a. II, 1922
- Ignazio Carlo Gavini, http://www.bollettinodarte.beniculturali.it/opencms/multimedia/BollettinoArteIt/documents/1381841555601_05_-_Gavini_97.pdf/[collegamento interrotto], BAMPI, 1926

### LaStoria dell'architettura in Abruzzo
Il Gavini è di primaria importanza nel panorama della storia dell'architettura abruzzese, per essere stato il primo a raccogliere con il criterio analitico e scientifico, le giuste informazioni per descrivere a tutto tondo le sostanziali modifiche che hanno interessato i maggiori edifici della regione Abruzzo dal tardo Impero romano, sino al XVI secolo:
Infatti prima di Gavini solo Vincenzo Bindi, Emile Bertaux, Pietro Piccirilli e Antonio De Nino si erano occupati di monumenti abruzzesi, descrivendone storia mediante uso di fonti, e architettura, facendo anche dei confronti. Tuttavia Bindi descrisse solo i monumenti principali della regione, De Nino integrò gli studi con scoperte archeologiche, Piccirilli si occupò solo di monumenti della Marsica. Dunque mancava ancora un sommario unico di tutti i monumenti abruzzesi dall'era longobarda al primo Rinascimento.
Il lavoro gaviniano, ristampato anche da Adelmo Polla editore di Avezzano, è in 3 volumi; tra gli edifici più antichi da lui descritti figura la storia cattedrale di Santa Maria Aprutiense a Teramo, attuale chiesa di Sant'Anna dei Pompetti, mentre la più recente è la chiesa di San Giovanni Battista dei Cappuccini a Chieti, con la descrizione del prezioso tabernacolo ligneo monumentale dei Valignani, insieme alle architetture rinascimentali dell'Aquila.
L'opera fu pubblicata nel 1927 in 3 tomi, riscosse subito un immediato successo, e si presentò come il completamento di altri lavori di ricerca, critica e filologia eseguiti alcuni decenni prima da studiosi abruzzesi, quali Vincenzo Bindi per lo studio degli artisti abruzzesi, raccolti in un Dizionario storico, e Francesco Savini, per i numerosi studi sulle chiese di Teramo e della sua provincia, come le badie di Santa Maria di Propezzano, San Giovanni ad Insulam e Santa Maria a Vico.

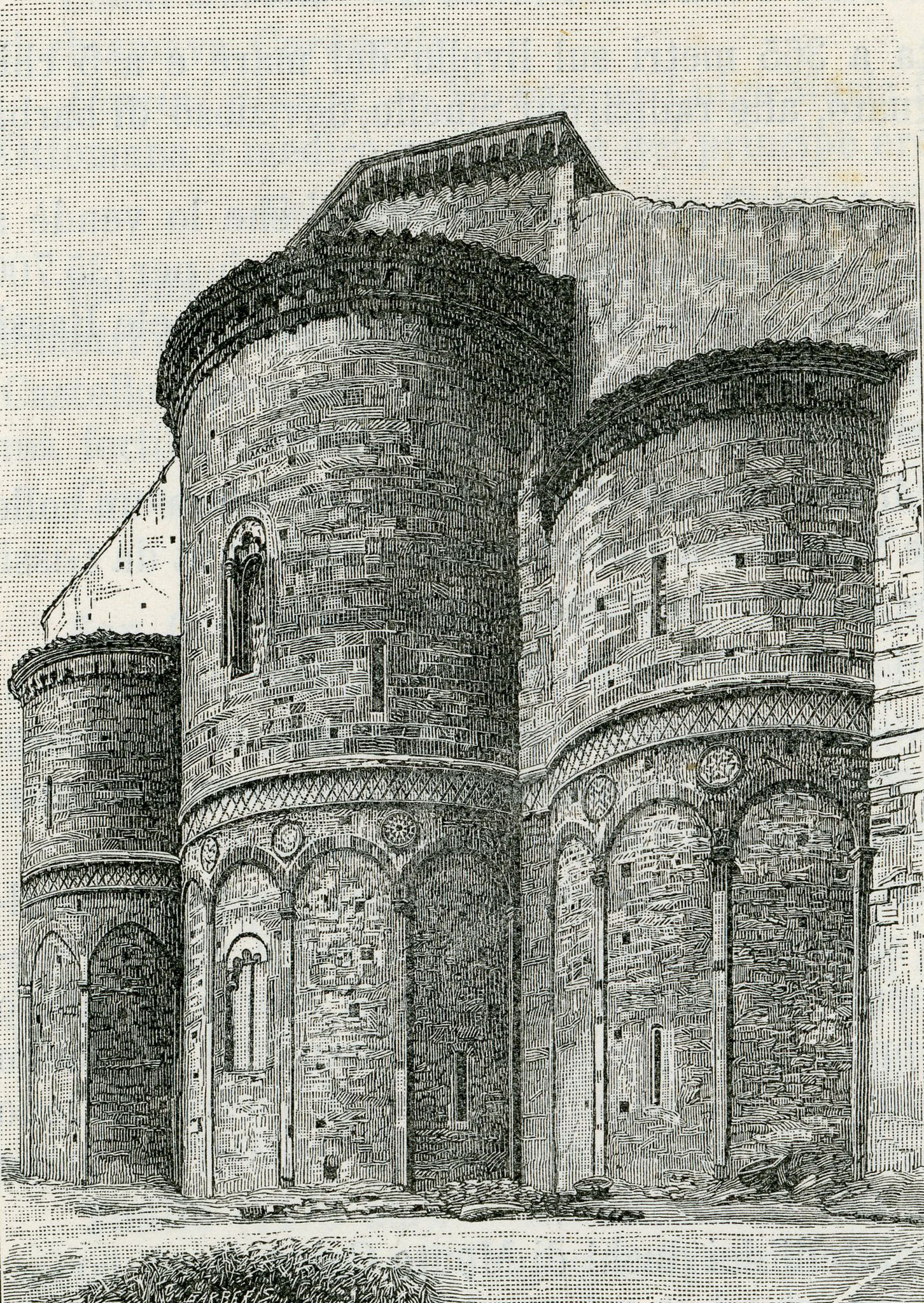
Abbazia di San Giovanni in Venere al tempo di Gavini
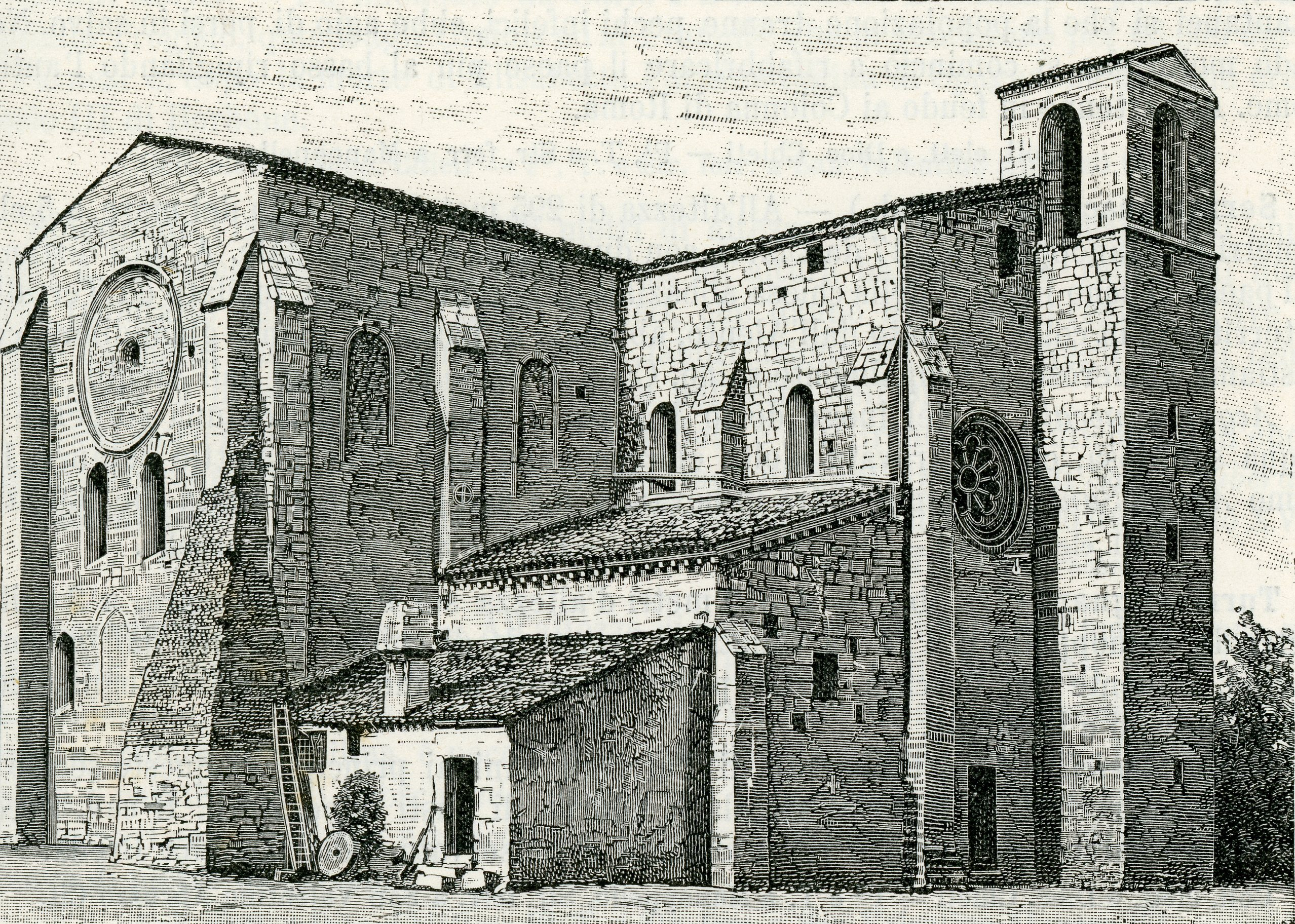
Abbazia di Santa Maria Arabona al tempo di Gavini
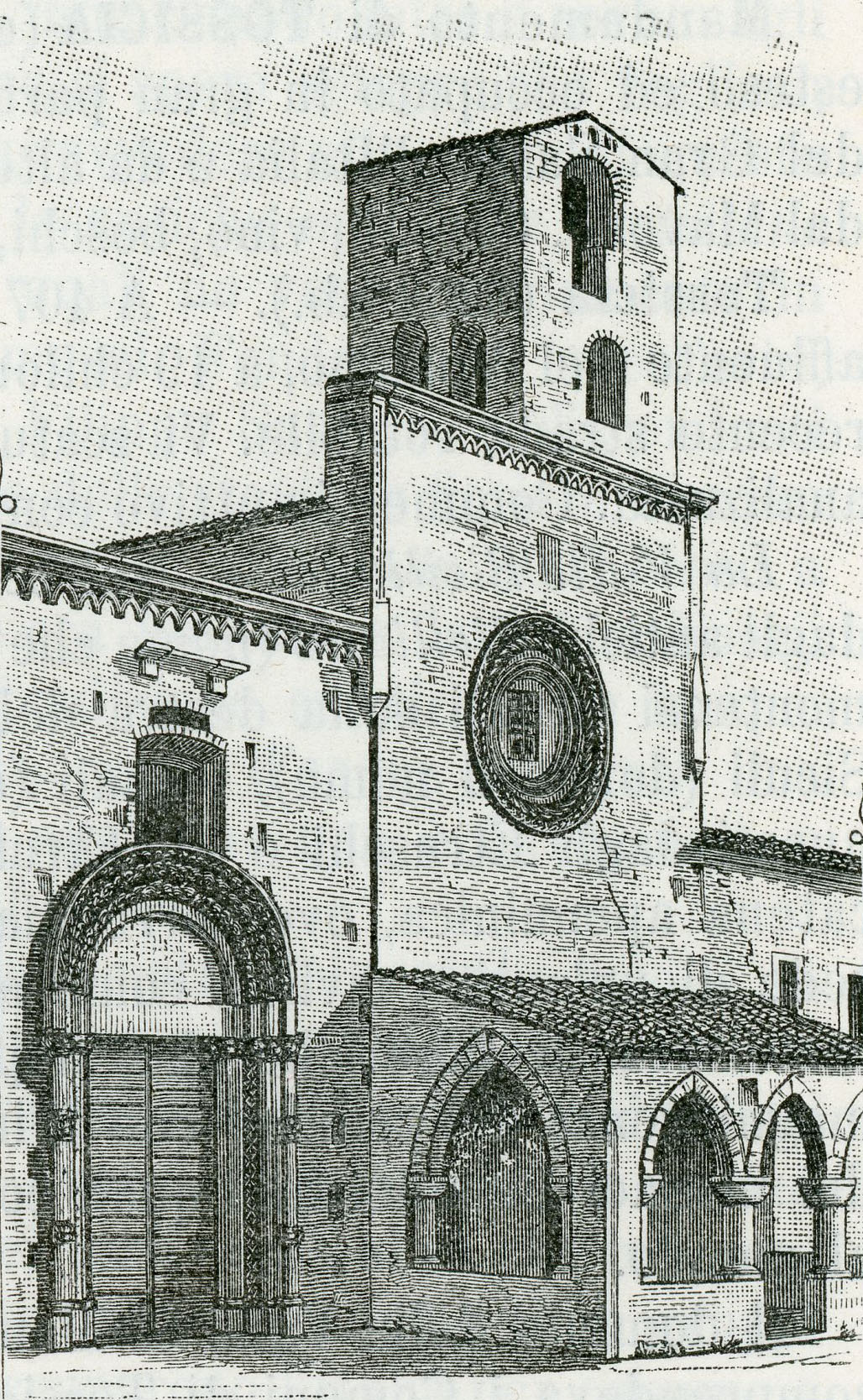
Abbazia di Santa Maria di Propezzano
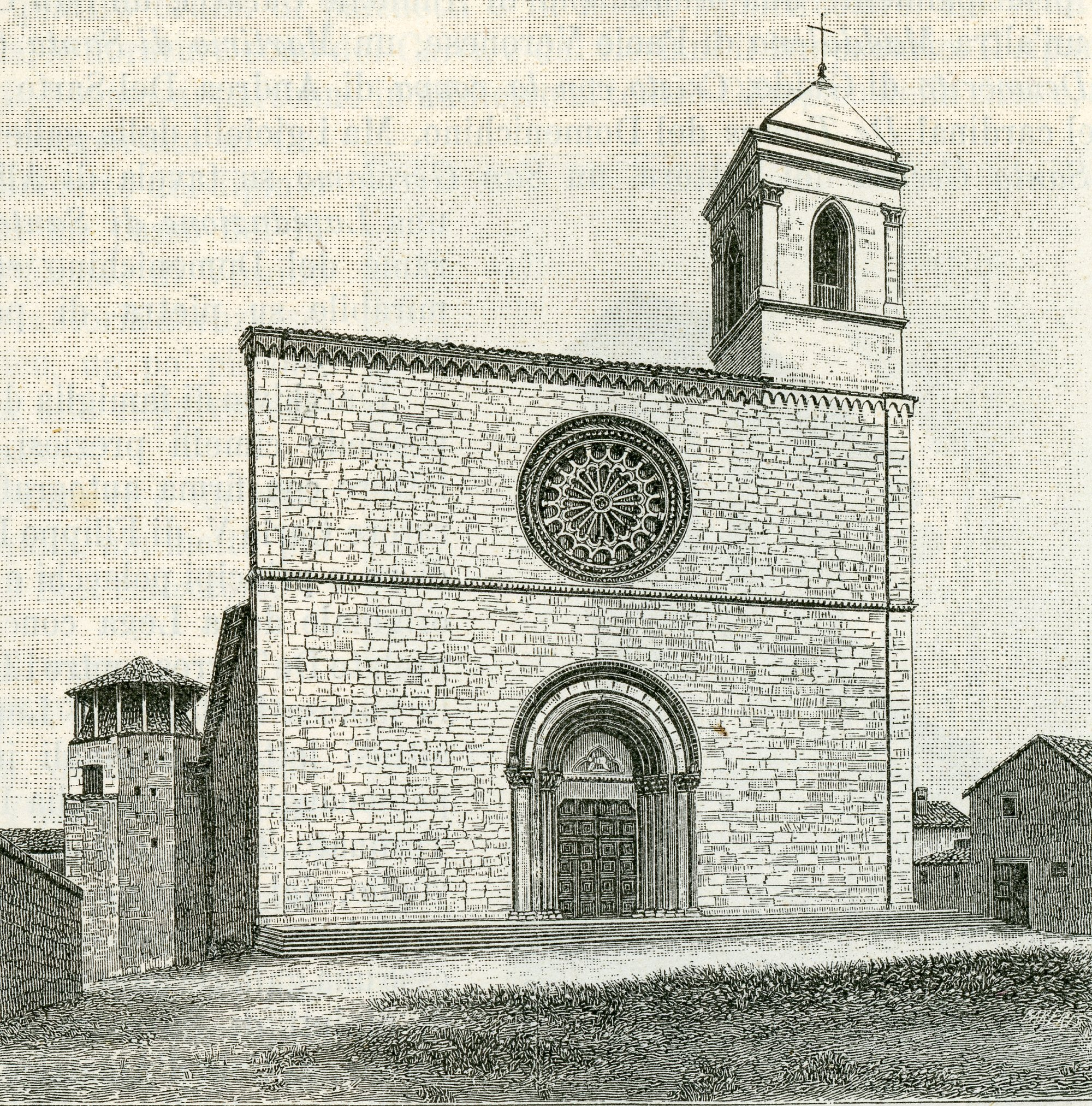
Chiesa di San Silvestro, L'Aquila
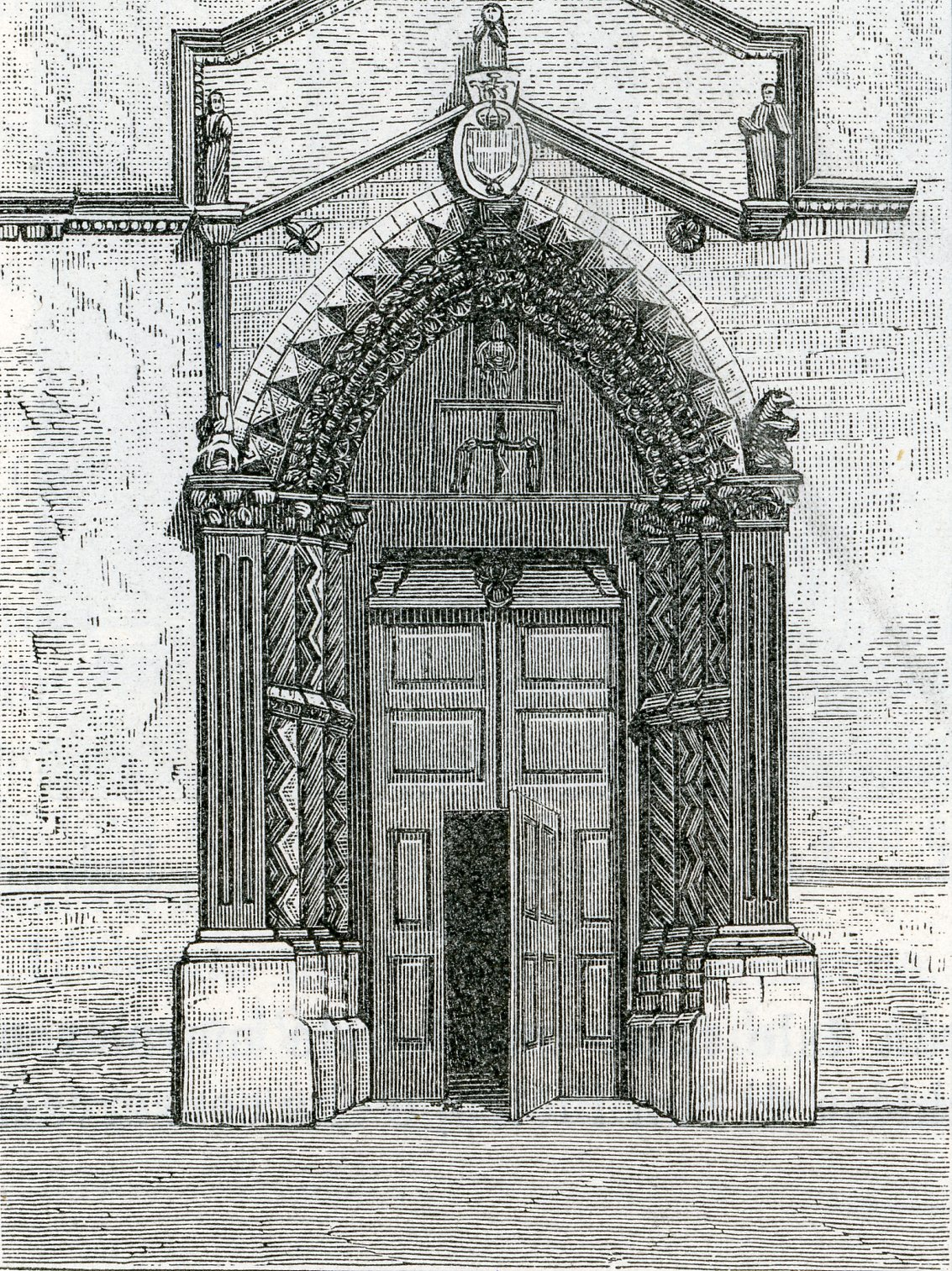
Portale della chiesa di San Pietro a Vasto
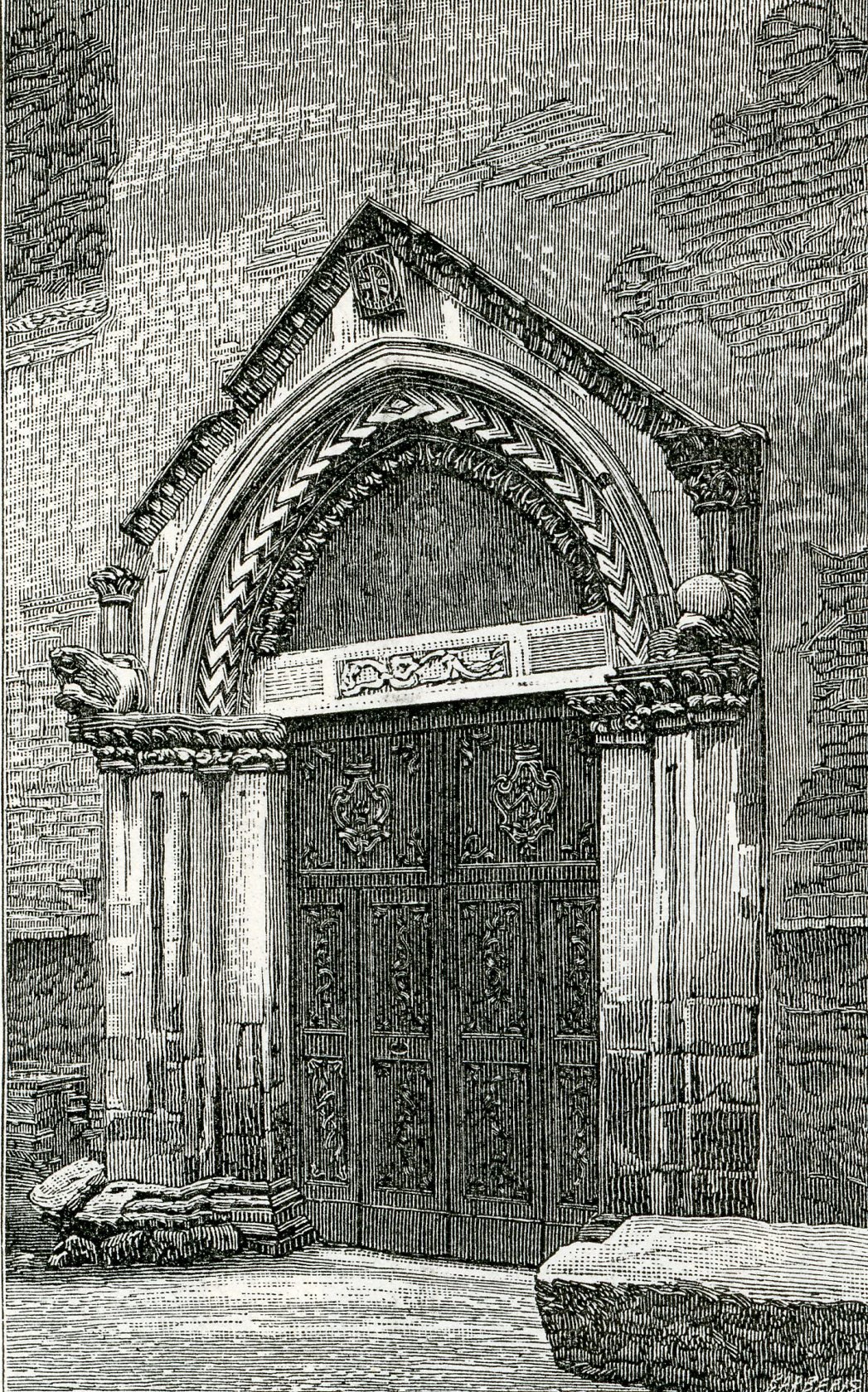
Portale della chiesa di Sant'Antonio abate a Chieti
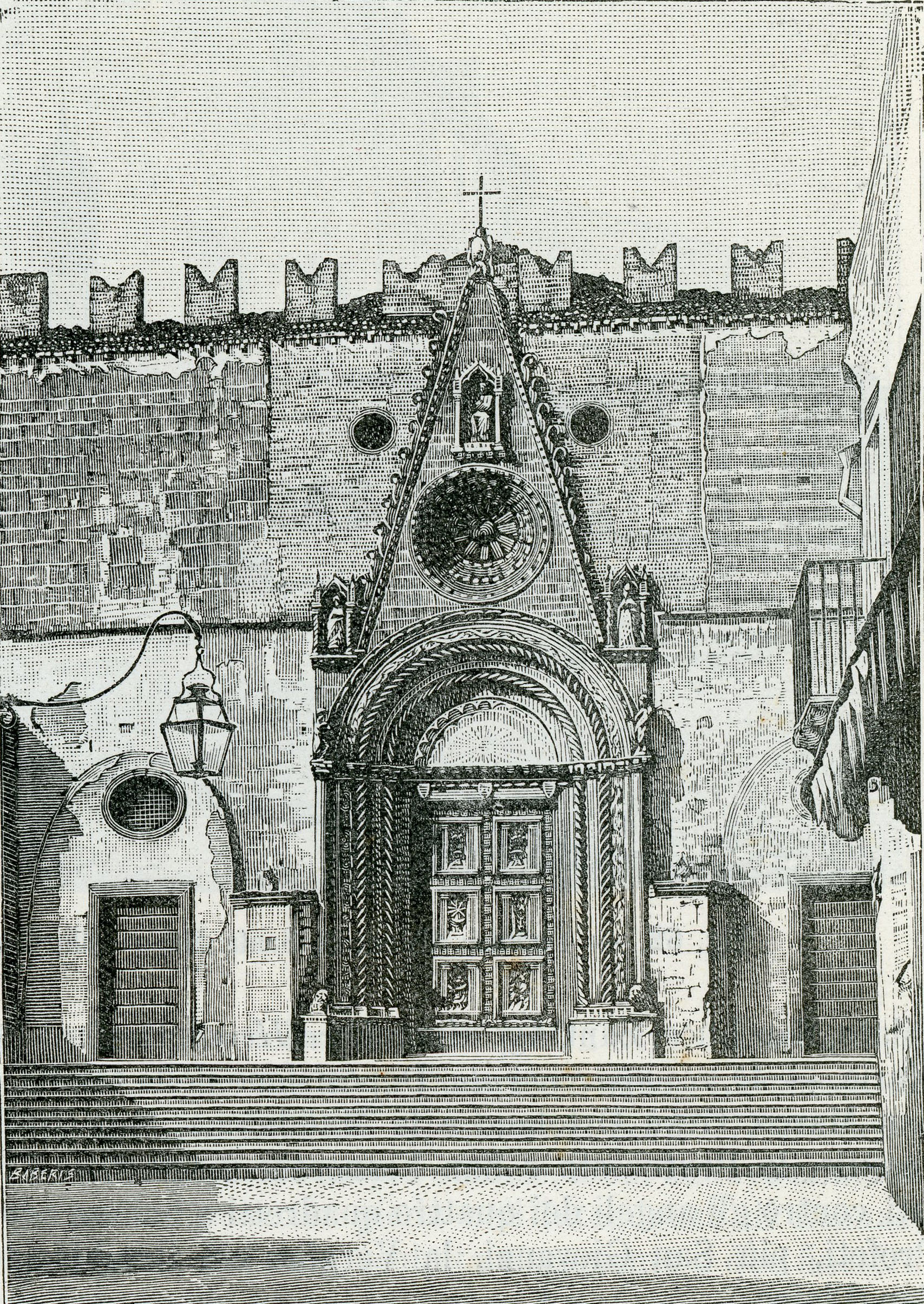
Portale della chiesa cattedrale di Santa Maria Assunta, al tempo di Gavini dedicata solo a San Berardo

Ancora oggi la Storia dell'architettura di Gavini è una delle principali fonti di ricerca e di studio della storia dell'arte abruzzese, pur rimanendo consapevoli della vetustà dell'opera in sé, e di nuove scoperte e nuovi restauri apportati alle architetture da lui descritte, per non parlare di alcune architetture pesantemente modificate da eventi naturali o dalla mano umana (le guerre, i bombardamenti).
Infatti il soprintendente Mario Moretti negli anni '60 opero vari restauri in chiese medievali abruzzesi, e nella prefazione della "Architettura medioevale in Abruzzo" (1968), Moretti elogia il lavoro gaviniano, lamentando però la divisione troppo leziosa e schematizzata in scuole maggiori e minori, basata solo sul confronto delle opere, e il fatto che molte chiese sono state restaurate, eliminando superfetazioni barocche e neoclassiche, oppure modificate a causa dei danni di guerra, rendendo di fatto i suoi volumi utili per la ricostruzione storica e la consultazione delle fonti, ma ormai obsoleta per l'analisi di molti monumenti che sono stati ripristinati dalle aggiunte posticce.